# Field Dalling
Field Dalling is een civil parish in het bestuurlijke gebied North Norfolk, in het Engelse graafschap Norfolk met 285 inwoners.